# Ministry
Ministry – amerykański zespół muzyczny wykonujący industrial metal z wpływami szeroko pojętej muzyki rockowej. Został założony w 1981 roku w Chicago.

## Historia
Ministry początkowo jako duet, składający się z Ala Jourgensena i Stephena George’a, grało muzykę diametralnie różną od tej, dzięki której zespół stał się sławny w pierwszej połowie lat 90. Muzyka Ministry w latach 1981 – 1983 do pierwszego albumu zatytułowanego With Sympathy (1983)  – to połączenie stylistyk muzyki z obszaru punk i muzyki elektronicznej tj: new wave i synth pop. Ministry wówczas proponowało twórczość zbliżoną do Depeche Mode, Human League, czy nawet New Order, Kraftwerk i D.A.F. Jourgensen wielokrotnie odżegnywał się od tego okresu swojej twórczości.
Kolejny album Ministry był krokiem w stronę elektronicznej awangardy. Większą rolę zaczęły odgrywać sample, które były bardzo ważnym elementem późniejszej twórczości Jourgensena. Można znaleźć wiele wspólnych elementów tej muzyki i ambientu np. Aphex Twin, The Orb, Biosphere, czy Meat Beat Manifesto. Mniej więcej tym czasie rozeszły się drogi George’a i Jourgensena, który przez pewien czas był jedynym członkiem zespołu.
Wydany w 1988 album The Land of Rape and Honey, był wtedy wielkim przełomem dla grupy muzycznej. Jourgensen, już wraz z basistą Paulem Barkerem, który do niedawna był drugą stałą postacią w zespole, ruszył w kierunku metalu. W składzie pojawili się także: William Rieflin, Mike Scaccia, Kevin Ogilvie i Chris Conelly. Płytka osiągnęła wielki sukces na listach przebojów muzyki alternatywnej.
W 1989 ukazał się kolejny album zatytułowany The Mind is a Terrible Thing to Taste. Zespół kontynuował obrany wcześniej kierunek (Jourgensen współpracował w tym czasie z Jello Biafrą, tworząc projekt Lard).
W ciągu następnych kilku lat członkowie zespołu intensywnie zajęli się praca nad side-projektami. Jourgensen, prócz Biafry, współpracował też z Trentem Reznorem, tworząc projekt 1000 Homo DJs oraz Revolting Cocks – dodający do eklektycznej muzyki humorystyczne teksty. W tym czasie członkowie Ministry współpracowali wieloma zespołami, min: Pigface, Cabaret Voltaire, Skinny Puppy, KMFDM, Fugazi.
W 1991 Ministry wkroczyło na listy przebojów z kompozycją Jesus Built my Hotrod z gościnnym występem Gibbyego Haynesa, wokalisty punkowego projektu muzyczno-happeningowego Butthole Surfers.
14 lipca 1992 ukazał się album Psalm 69: The Way to Succeed and the Way to Suck Eggs. Podstawę dla niego przygotował singel z Jesus Built my Hotrod, ale także rosnąca popularność Nine Inch Nails. Album ten był najlepiej sprzedającym się krążkiem zespołu, pozwolił Ministry dostać się do mainstreamu i jest uważany za ich najlepsze dzieło. Znalazły się na nim choćby takie utwory jak powstały we współpracy z czołowym pisarzem Beat Generation Williamem Burroughsem Just One Fix poruszający temat narkotyków oraz N.W.O. (New World Order), będący protestem przeciw amerykańskiej interwencji w Iraku i w ogóle politykę prezydenta USA George’a Busha Seniora.
W następnych latach zespół napotkał na swojej drodze wiele problemów. Największym były narkotyki, przede wszystkim uzależnienie Jourgensena i Barkera od heroiny. Kolejny album (Filth Pig)ukazał się dopiero w 1996. Sample i elektronika ustąpiły miejsca hałaśliwym, dysonansowym partiom gitarowym a automat perkusyjny stanowiący podstawę sekcji rytmicznej na poprzednich albumach został zastąpiony żywą perkusją. Komercyjnie płyta poniosła porażkę, została źle oceniona przez większość krytyków i wzbudziła kontrowersje wśród fanów.
W 1999 roku wydany został album Dark Side of the Spoon, na którym pojawiły się elementy Ministry z lat wczesnej twórczości, czyli elektronika stylizowana na elektro. Płyta została zadedykowana Williamowi Tuckerowi, ex-gitarzyście Ministry, który popełnił samobójstwo.
W 2001 roku z powodu ukąszenia przez jadowitego pająka Jourgensen porzucił narkotyki, co było punktem zwrotnym dla zespołu. W 2003 roku wydany został album Animositisominia, który znacznie bardziej przypominał dokonania zespołu z przełomu lat 80. i 90. W 2003 roku zespół opuścił Paul Barker z przyczyn osobistych.
W 2004 roku rozpoczął się nowy okres twórczości: razem z albumem Houses of the Molé rozpoczęła się trylogia skierowana przeciwko ówczesnemu prezydentowi USA, George W. Bushowi. Muzycznie były to najbardziej agresywne, przypominające thrash metal kompozycje Ministry. Kolejne części trylogii to Rio Grande Blood z 2006 roku oraz The Last Sucker z 2007 roku. W trakcie nagrywania Rio Grande Blood Jourgensen ogłosił, iż po wydaniu następnej płyty Ministry zakończy działalność.
Pod koniec września 2005 odbyła się premiera Rantology, albumu zawierającego remiksy wcześniej wydanych utworów, nowy utwór The Great Satan oraz Bloodlines, kawałek obecny wcześniej na soundtracku z gry VAMPIRE: Bloodlines
Ostatnie wydawnictwa zespołu to Cover Up zawierająca covery oraz DVD Adios... Puta Madres) z nagraniami z pożegnalnej wówczas trasy koncertowej C-U-LaTour.
15 lipca 2008 w warszawskim klubie Stodoła Ministry zagrało swój pierwszy koncert w Polsce. Jeszcze tego samego roku grupa została rozwiązana. 
W 2011 roku grupa wznowiła działalność, zaś w 2012 r. wydała kolejny album Relapse oraz dała szereg koncertów, w tym w Polsce na Przystanku Woodstock. W 2013 roku zespół wydał kolejny album From Beer to Eternity.

## Muzycy

### Obecny skład zespołu
- Al Jourgensen – śpiew, instrumenty klawiszowe, gitara, gitara basowa, perkusja (1981–2008, 2011–2013, od 2014)
- John Bechdel – instrumenty klawiszowe (2006–2008, 2011–2013, od 2014)
- Sin Quirin – gitara, gitara basowa (2007–2008, 2011–2013, od 2014)
- Aaron Rossi – perkusja (2007–2008, 2011–2013, od 2014)
- Tony Campos – gitara basowa (2007–2008, 2011–2012, od 2014)
- Cesar Soto – gitara (od 2015)

### Byli członkowie zespołu
- John Davis – instrumenty klawiszowe (1981–1982)
- Stephen George – perkusja (1981–1985)
- Robert Roberts – instrumenty klawiszowe (1981–1984)
- Marty Sorenson – gitara basowa (1981–1982)
- Shay Jones – śpiew (1982–1983)
- Brad Hallen – gitara basowa (1983–1985)
- Paul Barker – gitara basowa, instrumenty klawiszowe, programowanie, śpiew (1986–2003)
- Bill Rieflin – perkusja, gitara, programowanie, instrumenty klawiszowe (1986–1995)
- Chris Connelly – śpiew, instrumenty klawiszowe (1987–1993)
- Mike Scaccia (zmarły) – gitara, gitara basowa (1989–1995, 2003–2006, 2011–2012)
- Nivek Ogre – śpiew, gitara, instrumenty klawiszowe (1988–1990)
- Howie Beno – programowanie (1990–1993)
- Michael Balch – instrumenty klawiszowe, programowanie (1991–1992)
- Louis Svitek – gitara (1992–1999, 2003)
- Duane Buford – instrumenty klawiszowe (1995–1999)
- Zlatko Hukic – gitara, instrumenty elektroniczne (1995–1999)
- Rey Washam – perkusja, instrumenty perkusyjne, programowanie (1995–1999, 2003)
- Max Brody – perkusja, instrumenty perkusyjne, programowanie, saksofon (1999–2004)
- Mark Baker – perkusja (2004–2005)
- John Monte – gitara basowa (2004)
- Paul Raven (zmarły) – gitara basowa, gitara, instrumenty klawiszowe, perkusja (2005–2007)
- Tommy Victor – gitara, gitara basowa (2005–2008, 2011–2012)
- Casey Orr – gitara basowa, instrumenty klawiszowe (2012–2013)

## Dyskografia

### Albumy studyjne
| 1983                           | With Sympathy - Data: 10 maja 1983 - Wydawca: Arista                                                   | 96  | —  | —   | —  | —  | —  | —  | —  | —  | —  | — |                                                               |
| 1986                           | Twitch - Data: 8 lipca 1986 - Wydawca: Sire                                                            | 194 | —  | —   | —  | —  | —  | —  | —  | —  | —  | — |                                                               |
| 1988                           | The Land of Rape and Honey - Data: 11 października 1988 - Wydawca: Sire                                | 164 | —  | —   | —  | —  | —  | —  | —  | —  | —  | — | - RIAA: złota płyta                                           |
| 1989                           | The Mind is a Terrible Thing to Taste - Data: 14 listopada 1989 - Wydawca: Sire                        | 163 | —  | —   | —  | —  | —  | —  | —  | —  | —  | — | - RIAA: złota płyta                                           |
| 1992                           | Psalm 69: The Way to Succeed and the Way to Suck Eggs - Data: 14 lipca 1992 - Wydawca: Warner Brothers | 27  | 69 | —   | —  | —  | —  | 33 | —  | —  | 24 | — | - RIAA: platynowa płyta - MC: złota płyta - ARIA: złota płyta |
| 1996                           | Filth Pig - Data: 30 stycznia 1996 - Wydawca: Warner Brothers                                          | 19  | 28 | —   | 7  | 17 | 38 | 43 | 50 | 47 | 16 | 9 | - RIAA: złota płyta                                           |
| 1999                           | Dark Side of the Spoon - Data: 8 czerwca 1999 - Wydawca: Warner Brothers                               | 92  | 57 | —   | 51 | —  | —  | —  | —  | —  | —  | — |                                                               |
| 2003                           | Animositisomina - Data: 18 lutego 2003 - Wydawca: Sanctuary                                            | 157 | 93 | 125 | —  | —  | —  | —  | —  | —  | —  | — |                                                               |
| 2004                           | Houses of the Molé - Data: 22 czerwca 2004 - Wydawca: Sanctuary                                        | 134 | 60 | —   | —  | —  | —  | —  | —  | —  | —  | — |                                                               |
| 2006                           | Rio Grande Blood - Data: 2 maja 2006 - Wydawca: 13th Planet/Megaforce                                  | —   | —  | 162 | —  | —  | —  | —  | —  | —  | —  | — |                                                               |
| 2007                           | The Last Sucker - Data: 18 września 2007 - Wydawca: 13th Planet/Megaforce                              | —   | 95 | —   | —  | —  | —  | —  | —  | —  | —  | — |                                                               |
| 2012                           | Relapse - Data: 30 marca 2012 - Wydawca: 13th Planet/Megaforce                                         | 193 | 72 | —   | 56 | 45 | —  | —  | 99 | —  | —  | — |                                                               |
| 2013                           | From Beer To Eternity - Data: 30 września 2013 - Wydawca: AFM Records                                  | —   | 79 | —   | —  | —  | —  | —  | —  | —  | —  | — |                                                               |
| 2018                           | AmeriKKKant - Data: 9 marca 2018 - Wydawca Nuclear Blast                                               |     |    |     |    |    |    |    |    |    |    |   |                                                               |
| 2021                           | Moral Hygiene - Data: 1 października 2021 - Wydawca Nuclear Blast                                      |     |    |     |    |    |    |    |    |    |    |   |                                                               |
| 2024                           | Hopiumforthemasses - Data: 1 marca 2024 - Wydawca Nuclear Blast                                        |     |    |     |    |    |    |    |    |    |    |   |                                                               |
| „—” pozycja nie była notowana. | |     |    |     |    |    |    |    |    |    |    |   |                                                               |

### Albumy koncertowe
| 1990                           | In Case You Didn't Feel Like Showing Up - Data: 4 września 1990 - Wydawca: Sire | —  |
| 1995                           | Just Another Fix - Data: styczeń 1995 - Wydawca: WEA International              | 21 |
| 2002                           | Sphinctour - Data: 9 kwietnia 2002 - Wydawca: Sanctuary                         | —  |
| „—” pozycja nie była notowana. |                                                                                 |    |

### Kompilacje i albumy z remiksami
| Rok  | Tytuł                                                                                                  |
| ---- | --- |
| 1985 | Twelve Inch Singles - Data: 1985 - Wydawca: WaxTrax!                                                   |
| 1989 | Same Old Madness na kompilacji Various – I'm A Cult Hero - Data: 1989 - Wydawca: Living Legend Records |
| 2001 | Greatest Fits - Data: 19 czerwca 2001 - Wydawca: Warner Brothers                                       |
| 2004 | Early Trax - Data: 12 października 2004 - Wydawca: Rykodisc                                            |
| 2004 | Side Trax - Data: 12 października 2004 - Wydawca: Rykodisc                                             |
| 2005 | Rantology - Data: 27 września 2005 - Wydawca: Sanctuary                                                |
| 2007 | Rio Grande Dub - Data: 10 czerwca 2007 - Wydawca: 13th Planet                                          |
| 2008 | Cover Up - Data: 1 kwietnia 2008 - Wydawca: 13th Planet                                                |

### Single
| 1981                           | „Cold Life”                  | —  | —  | —  | —                                                     |
| 1981                           | „I'm Falling”                | —  | —  | —  | —                                                     |
| 1983                           | „I Wanted To Tell Her”       | —  | 13 | —  | With Sympathy                                         |
| 1983                           | „Work for Love”              | —  | 20 | —  | With Sympathy                                         |
| 1986                           | „Over the Shoulder”          | —  | —  | —  | Twitch                                                |
| 1988                           | „Stigmata”                   | —  | —  | —  | The Land of Rape and Honey                            |
| 1988                           | „Flashback”                  | —  | —  | —  | The Land of Rape and Honey                            |
| 1989                           | „The Land of Rape and Honey” | —  | —  | —  | The Land of Rape and Honey                            |
| 1989                           | „Burning Inside”             | 23 | —  | —  | The Mind is a Terrible Thing to Taste                 |
| 1990                           | „Thieves”                    | —  | —  | —  | The Mind is a Terrible Thing to Taste                 |
| 1990                           | „So What”                    | —  | —  | —  | The Mind is a Terrible Thing to Taste                 |
| 1992                           | „Jesus Built My Hotrod”      | 19 | 34 | —  | Psalm 69: The Way to Succeed and the Way to Suck Eggs |
| 1992                           | „N.W.O.”                     | 11 | —  | 49 | Psalm 69: The Way to Succeed and the Way to Suck Eggs |
| 1993                           | „Just One Fix”               | —  | —  | —  | Psalm 69: The Way to Succeed and the Way to Suck Eggs |
| 1996                           | „The Fall”                   | —  | 18 | 53 | Filth Pig                                             |
| 1996                           | „Lay Lady Lay”               | —  | —  | —  | Filth Pig                                             |
| 1996                           | „Reload”                     | —  | —  | —  | Filth Pig                                             |
| 1997                           | „Brick Windows”              | —  | —  | —  | Filth Pig                                             |
| 1999                           | „Supermanic Soul”            | —  | —  | —  | Dark Side of the Spoon                                |
| 1999                           | „Bad Blood”                  | —  | —  | —  | Dark Side of the Spoon                                |
| 2001                           | „What About Us?”             | —  | —  | —  | Greatest Fits                                         |
| 2003                           | „Piss”                       | —  | —  | —  | Animositisomina                                       |
| 2003                           | „Animosity”                  | —  | —  | —  | Animositisomina                                       |
| 2004                           | „No W”                       | —  | —  | —  | Houses of the Molé                                    |
| 2006                           | „The Great Satan Remix”      | —  | —  | —  | Rio Grande Blood                                      |
| 2006                           | „Lieslieslies”               | —  | —  | —  | Rio Grande Blood                                      |
| 2007                           | „Let's Go”                   | —  | —  | —  | The Last Sucker                                       |
| 2008                           | „Keys to the City”           | —  | —  | —  | —                                                     |
| „—” pozycja nie była notowana. |                              |    |    |    |                                                       |

### Ścieżki dźwiękowe
| Piosenka                    | Tytuł                                                     | Rok  |
| --------------------------- | --------------------------------------------------------- | ---- |
| „Stigmata”                  | Hardware                                                  | 1990 |
| „N. W. O.”                  | Wspaniały świat                                           | 1992 |
| „Tonight We Murder”         | Demon Knight                                              | 1995 |
| „Paisley”                   | Ucieczka z Los Angeles                                    | 1996 |
| „Reload”                    | Speed 2: Wyścig z czasem                                  | 1997 |
| „Everyday Is Halloween”     | The Black Bible                                           | 1998 |
| „Just One Fix”              | Ulice strachu                                             | 1998 |
| „Bad Blood”                 | Matrix                                                    | 1999 |
| „Eureka Pile”               | Uniwersalny żołnierz: Powrót                              | 1999 |
| „Nursing Home”              | Pozostawieni w tyle                                       | 2000 |
| „10/10”                     | Street Sk8er 2                                            | 2000 |
| „Jesus Built My Hotrod”     | Crusty Demons                                             | 2003 |
| „No W”                      | Tony Hawk's Underground 2 & Need for Speed: Underground 2 | 2004 |
| „Bloodlines”                | Vampire: The Masquerade – Bloodlines                      | 2004 |
| „Thieves”                   | Murderball                                                | 2005 |
| „The Light Pours Out of Me” | Alone in the Dark                                         | 2005 |
| „Burning Inside”            | Scarface: Człowiek z blizną                               | 2006 |
| „Stigmata”                  | Tony Hawk's Project 8                                     | 2006 |
| „Hero”                      | Tom Clancy’s Ghost Recon Advanced Warfighter 2            | 2007 |
| „Life Is Good”              | Piła IV                                                   | 2007 |
| „LiesLiesLies”              | Bitwa o Irak                                              | 2008 |
| „Jesus Built My Hotrod”     | Watch Dogs                                                | 2014 |

### Box sety
| Rok  | Tytuł                                                             |
| ---- | ----------------------------------------------------------------- |
| 1993 | Box - Data: 1993 - Wydawca: Warner Brothers                       |
| 2000 | 3 for One Box - Data: 25 sierpnia 2000 - Wydawca: Warner Brothers |

## Wideografia
| Rok  | Tytuł                                                                                |
| ---- | ------------------------------------------------------------------------------------ |
| 1990 | In Case You Didn't Feel Like Showing Up - Data: 1990 - Wydawca: Warner Bros. Records |
| 2000 | Tapes of Wrath - Data: 19 września 2000 - Wydawca: Warner Bros. Records              |
| 2002 | Sphinctour - Data: 23 sierpnia 2002 - Wydawca: Sanctuary                             |

## Teledyski
| Rok  | Tytuł                        | Reżyseria                       | Album                                            | Źródło |
| ---- | ---------------------------- | ------------------------------- | ------------------------------------------------ | ------ |
| 1982 | „Same Old Madness”           | —                               | Ultimate Rarities                                | [ 25 ] |
| 1983 | „Revenge”                    | —                               | With Sympathy                                    | [ 25 ] |
| 1986 | „Over The Shoulder”          | Peter Christopherson            | Twitch                                           | [ 25 ] |
| 1988 | „Stigmata”                   | Benjamin Stokes, Eric Zimmerman | Land Of Rape And Honey                           | [ 25 ] |
| 1988 | „Flashback”                  | Benjamin Stokes                 | Land Of Rape And Honey                           | [ 25 ] |
| 1988 | „The Land Of Rape And Honey” | —                               | Land Of Rape And Honey                           | [ 25 ] |
| 1989 | „Burning Inside”             | Benjamin Stokes, Eric Zimmerman | The Mind Is A Terrible Thing To Taste            | [ 25 ] |
| 1991 | „Jesus Built My Hotrod”      | Paul Elledge                    | Psalm 69: The Way To Succeed And To Suck Eggs    | [ 25 ] |
| 1992 | „N.W.O.”                     | Peter Christopherson            | Psalm 69: The Way To Succeed And To Suck Eggs    | [ 25 ] |
| 1992 | „Just One Fix”               | Peter Christopherson            | Psalm 69: The Way To Succeed And To Suck Eggs    | [ 25 ] |
| 1995 | „Lay Lady Lay”               | Paul Elledge                    | Filth Pig                                        | [ 25 ] |
| 1996 | „Reload”                     | Doug Freel                      | Filth Pig                                        | [ 25 ] |
| 1999 | „Bad Blood”                  | Benjamin Stokes                 | Dark Side Of The Spoon                           | [ 25 ] |
| 2001 | „What About Us?”             | Jeffrey Kinart                  | A.I. Artificial Intelligence (ścieżka dźwiękowa) | [ 25 ] |
| 2004 | No „W”                       | —                               | Houses Of The Molé                               | [ 25 ] |
| 2006 | „LiesLiesLies”               | Zach Passero                    | Rio Grande Blood                                 | [ 25 ] |
| 2012 | „99 Percenters”              | Zach Passero                    | Relapse                                          | [ 25 ] |
| 2012 | „Ghouldiggers”               | —                               | Relapse                                          | [ 25 ] |